# (5984) Lysippus
(5984) Lysippus ist ein Asteroid des Hauptgürtels, der am 16. Oktober 1977 von dem niederländischen Astronomenehepaar Cornelis Johannes van Houten und Ingrid van Houten-Groeneveld entdeckt wurde. Die Entdeckung geschah im Rahmen der 3. Trojaner-Durchmusterung, bei der von Tom Gehrels mit dem 120-cm-Oschin-Schmidt-Teleskop des Palomar-Observatoriums aufgenommene Feldplatten an der Universität Leiden durchmustert wurden, elf Jahre nach Beginn des Palomar-Leiden-Surveys.
Der Asteroid wurde nach Lysipp (* wohl 400/390 v. Chr. in Sikyon; † gegen Ende des 4. Jahrhunderts v. Chr.) benannt, einem griechischen Bildhauer und Erzgießer, der vor allem in der 2. Hälfte des 4. Jahrhunderts v. Chr. tätig und der bedeutendste Plastiker des 4. Jahrhunderts v. Chr. auf der Peloponnes war.